# Dekonsekrering

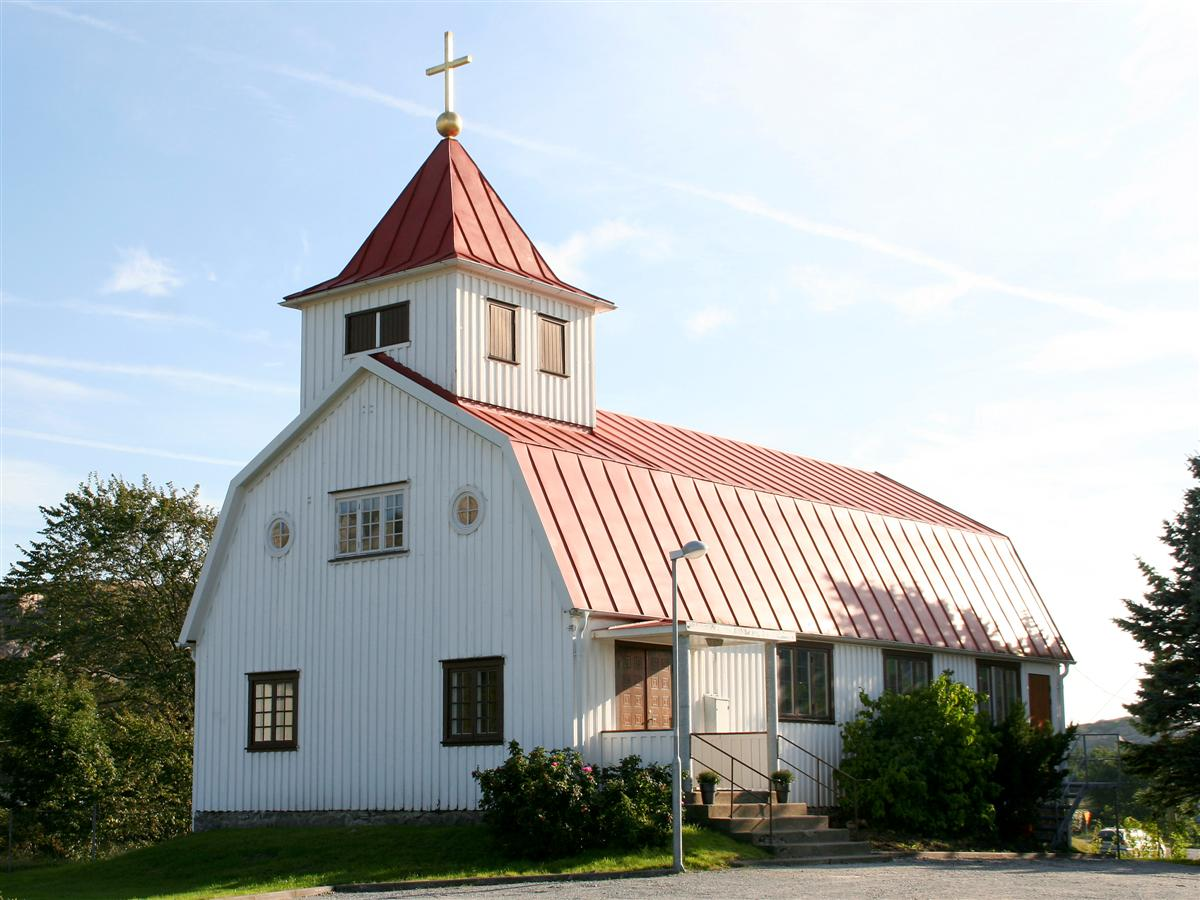
Blekets kyrka i Tjörns kommun, som avkristnades den 7 maj 2023.

Dekonsekrering, alternativt avhelgande, avsakralisering eller avkristning, betyder att någonting berövas kyrklig status. Motsatsen är konsekrering.
Begreppet förekommer bland annat för avveckling av kyrkor, om byggnaden är tänkt att användas för profana ändamål.
Fenomenet är omdebatterat. En utförsäljningsprocess i Storbritannien skapade stor debatt, och ämnet har även väckt diskussion i Sverige.

## Bilder

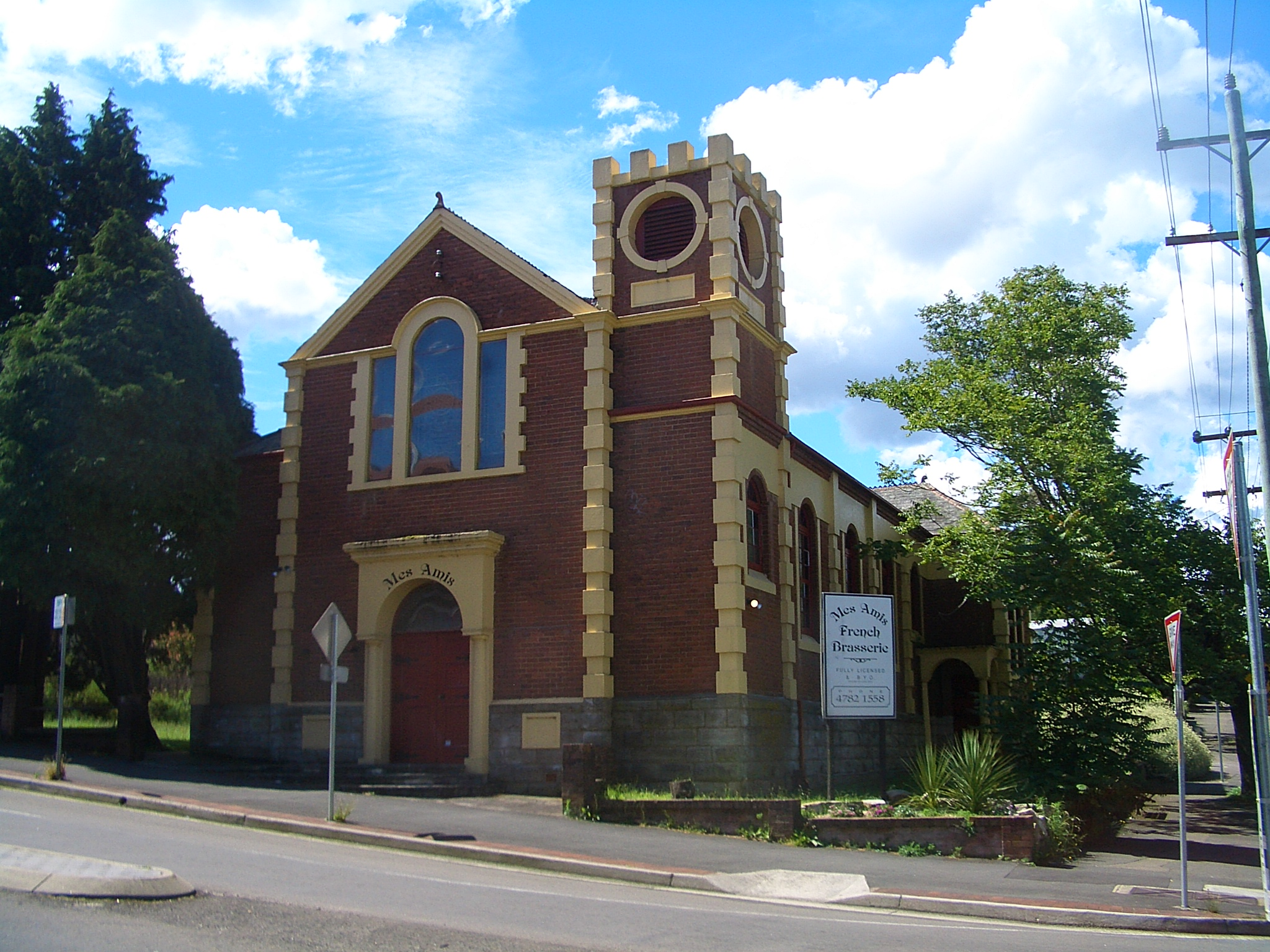
En tidigare kyrkobyggnad i Katoomba, New South Wales, Australien som gjorts om till restaurang.